# 良町駅
良町駅（ややまちえき）は、かつて熊本県熊本市田迎町大字良町（現・南区良町）にあった熊延鉄道の駅（廃駅）である。

## 歴史
- 1960年（昭和35年）7月1日：熊延鉄道田迎 - 中ノ瀬間に新設開業。
- 1964年（昭和39年）3月31日：熊延鉄道の廃線に伴い廃止。

## 駅構造
単式ホーム1面1線を有する地上駅であった。

## 現在
駅跡は熊本県道104号熊本浜線沿いのサウナ店が入居している建物の裏手に駅跡の痕跡が見受けられる。

## 隣の駅
熊延鉄道
田迎駅 - 良町駅 - 中ノ瀬駅